# Nepředstavitelné
Nepředstavitelné (švédsky Den blomstertid nu kommer) je švédský katastrofický thriller režiséra Victora Danella z roku 2018.

## Děj
Prosinec 2005. Alex žije se svou matkou a násilnickým nevyrovnaným otcem na vesnici, stýká se často se svoji nejbližší kamarádkou Annou. Po tom, co se Anna odstěhuje a matka opustí rodinu kvůli hádkám s otcem, osamělý Alex od otce uteče.
Děj filmu se náhle ocitá o několik let dále, kdy je Alex úspěšným pianistou. Ve Stockholmu propuká záhadná vlna explozí, při jedné z nich zemře i Alexova matka. Alex se znovu setkává s Annou, ta už má ale svoji rodinu. Mezitím se začíná Bjorn, otec Alexe, zabývat stopou jistého muže, o kterém je přesvědčen, že je ruský agent, který má co do činění s probíhajícími útoky na Švédsko.
Útoky se prohlubují a narušena je dodávka elektřiny, radio i telefonní síť. Na silnicích se množí záhadné bouračky aut, vybuchují stále další objekty. Alex s Annou se snaží dostat do podzemní trafostanice, od které si slibují ochranu a tam se setkají s Alexovým otcem, který mezitím odrazil útok neznámých mužů na tuto stanici.
Ukazuje se, že déšť v sobě nese určitou bojovou chemikálii, která lidem maže paměť a vzpomínky. V okolí jsou všude lidé potřísnění touto látkou. Na neinfikované lidi útočí cizí vojáci. Po třech dnech se dává všechno do pořádku.